# 25 décembre 1928
Le 25 décembre 1928 est le 360e jour de l’année 1928 du calendrier grégorien. Il s’agit d’un mardi.

## Art et culture
- Sortie française du film L'Argent de Marcel l'Herbier[1]

## Naissances
- Dick Miller, acteur américain

## Décès
- Kaoru Osanai, metteur en scène japonais[2]
- Fred Thomson, acteur américain